# Marius Barbeau
Marius Barbeau   (Sainte-Marie, 5 de març de 1883 - Ottawa, 27 de febrer de 1969), també conegut com a Charles Marius Barbeau, o simplement C. Marius Barbeau, va ser un etnògraf del Quebec. També va estudiar el folklore Québécois i la cultura dels amerindis Tsimshian, Gitxsan i Nisga'a entre d'altres.
La muntanya més alta de la Serralada Àrtica, el mont Barbeau, va rebre aquest nom en honor seu.

## Biografia
Frédéric Charles Joseph Marius Barbeau nasqué a Sainte-Marie (Quebec). L'any 1897 inicia estudis pel sacerdoci al Collège commercial, Frères des Écoles chrétiennes. L'any 1903 va canviar per estudiar Dret a la Universitat Laval i es va llicenciar el 1907. Es traslladà a Londres com un Rhodes Scholarship, estudiant a Oriel College, Oxford antropologia tenint com a mestre a R. R. Marett.
El 1911, Barbeau treballà pel National Museum of Canada com antropòleg sota Edward Sapir.
L'any 1913, l'antropòleg Franz Boas, va convéncer Barbeau per tal que s'especialitzès en el folklore franco-canadenc.
L'any 1922, Barbeau va esdevenir secretari fundador de la Canadian Historical Association. L'any 1929 va passar a ser membre fundador de la Royal Canadian Geographical Society.
Morí el 1969 a Ottawa

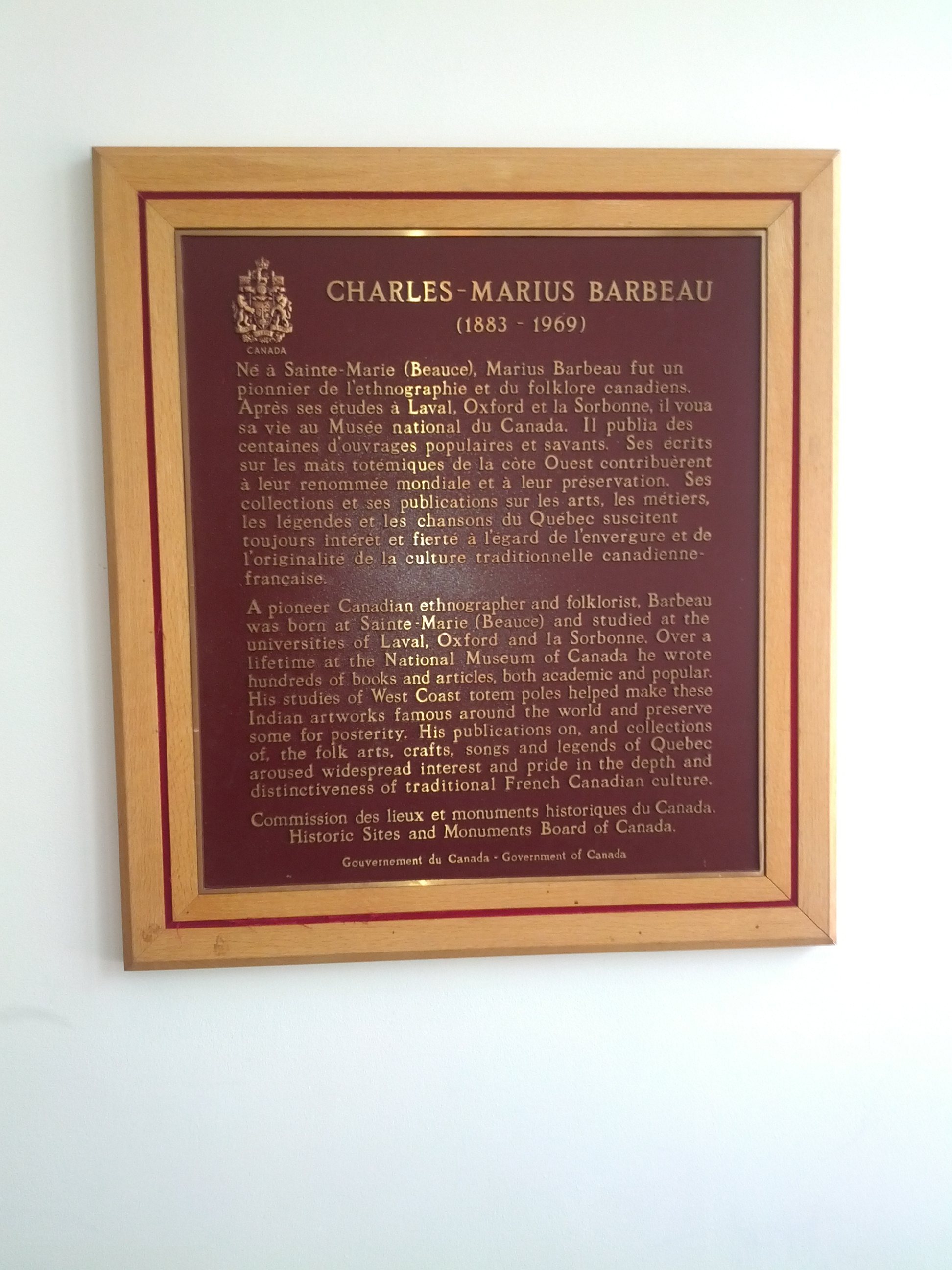
Placa sobre Marius Barbeau a Gatineau.

La medalla Marius Barbeau Medal es va establir l'any 1985 per part de la Folklore Studies Association of Canada per a recoméixer les contribucions importants en el folklore i l'etnologia del Canadà.

## Algunes obres
- (1915) Huron and Wyandot Mythology. Ottawa: Geological Survey of Canada.
- (1923) Indian Days in the Canadian Rockies. Illustrated by W. Langdon Kihn. Toronto: Macmillan.
- (with Edward Sapir) (1925) Folksongs of French Canada. New Haven: Yale University Press.
- (1928) The Downfall of Temlaham. Toronto: Macmillan.
- (1929) Totem Poles of the Gitksan, Upper Skeena River, British Columbia. Ottawa: National Museums of Canada.
- (1933) "How Asia Used to Drip at the Spout into America," Washington Historical Quarterly, vol. 24, pp. 163–173.
- (1934) Au Coeur de Québec. Montréal: Zodiaque.
- (1934) Cornelius Krieghoff: Pioneer Painter of North America. Toronto: Macmillan.
- (1934) La merveilleuse aventure de Jacques Cartier. Montréal: A. Levesque.
- (1935) Grand'mère raconte. Montréal: Beauchemin.
- (1935) Il était une fois. Montréal: Beauchemin.
- (1936) The Kingdom Saguenay. Toronto: Macmillan.
- (1936) Québec, ou survit l'ancienne France (Quebec: Where Ancient France Lingers.) Québec City: Garneau.
- (with Marguerite and Raoul d'Harcourt) (1937) Romanceros du Canada. Montréal: Beauchemin.
- (1942) Maîtres artisans de chez-nous. Montréal: Zodiaque.
- (1942) Les Rèves des chasseurs. Montréal: Beauchemin.
- (with Grace Melvin) (1943) The Indian Speaks. Toronto: Macmillan.
- (with Rina Lasnier) (1944) Madones canadiennes. Montréal: Beauchemin.
- (1944) Mountain Cloud. Toronto: Macmillan.
- (1944–1946) Saintes artisanes. 2 vols. Montréal: Fides.
- (1945) "The Aleutian Route of Migration into America." Geographical Review, vol. 35, no. 3, pp. 424–443.
- (1945) "Bear Mother." Journal of American Folklore, vol. 59, no. 231, pp. 1–12.
- (1945) Ceinture flechée. Montréal: Paysana.
- (1946) Alouette! Montréal: Lumen.
- (1947) Alaska Beckons. Toronto: Macmillan.
- (1947) L'Arbre des rèves (The Tree of Dreams). Montréal: Thérrien.
- (1950; reissued 1990) Totem Poles. 2 vols. (Anthropology Series 30, National Museum of Canada Bulletin 119.) Ottawa: National Museum of Canada. Reprinted, Canadian Museum of Civilization, Hull, Quebec, 1990.
- (1952) "The Old-World Dragon in America." In Indian Tribes of Aboriginal America: Selected Papers of the XXIXth International Congress of Americanists, ed. by Sol Tax, pp. 115–122. Chicago: University of Chicago Press.
- (1953) Haida Myths. Ottawa: National Museum of Canada.
- (1954) "'Totemic Atmosphere' on the North Pacific Coast." Journal of American Folklore, vol. 67, pp. 103-122.
- (1957) Haida Carvers in Argillite. Ottawa: National Museum of Canada.
- (1957) J'ai vu Québec. Québec City: Garneau.
- (1957) My Life in Recording: Canadian-Indian Folklore. Folkways Records
- (ed.) (1958) The Golden Phoenix and Other Fairy Tales from Quebec. Retold by Michael Hornyansky. Toronto: Oxford University Press.
- (1958) Medicine-Men on the North Pacific Coast. Ottawa: National Museum of Canada.
- (1958) Pathfinders in the North Pacific. Toronto: Ryerson.
- (et al.) (1958) Roundelays: Dansons à la Ronde. Ottawa: National Museum of Canada.
- (1960) Indian Days on the Western Prairies. Ottawa: National Museum of Canada.
- (1960) "Huron-Wyandot Traditional Narratives: In Translations and Native Texts." National Museum of Canada Bulletin 165, Anthropological Series 47.
- (1961) Tsimsyan Myths. (Anthropological Series 51, National Museum of Canada Bulletin 174.) Ottawa: Department of Northern Affairs and National Resources.
- (1962) Jongleur Songs of Old Quebec. Rutgers University Press.
- (1965–1966) Indiens d'Amérique. 3 vols. Montréal: Beauchemin.
- (1968) Louis Jobin, statuaire. Montréal: Beauchemin.